# Rumena rasa
Za mongoloidnost glej Downov sindrom.
Mongoloid (/ˈmɒŋɡəˌlɔɪd/) je zastarela rasna klasifikacija različnih ljudstev, ki izvirajo iz obsežnih območij Azije, Amerik ter nekaterih regij v Evropi in Oceaniji. Izraz izvira iz danes že ovržene teorije o bioloških rasah. V preteklosti so se kot sopomenke uporabljali tudi izrazi, kot so »mongolska rasa«, »rumeni«, »azijski« in »orientalski« ljudje.

Koncept delitve človeštva na mongoloidno, kavkazoidno in negroidno raso so v 1780-ih uvedli člani göttingenske zgodovinske šole. Kasneje so ga razvijali zahodni učenjaki v kontekstu rasističnih ideologij v obdobju kolonializma. Z razvojem moderne genetike je koncept ločenih človeških ras v biološkem smislu postal zastarel. Leta 2019 je Ameriško združenje za biološko antropologijo izjavilo: »Prepričanje, da so 'rase' naravni vidiki človeške biologije, in strukture neenakosti (tj. rasizem), ki iz takšnih prepričanj izhajajo, sodijo med najbolj škodljive elemente človeške izkušnje – tako danes kot v preteklosti.«